# 가라가라!! 트러블 메이커즈
《가라가라!! 트러블 메이커즈》(일본어: ゆけゆけ!!トラブルメーカーズ)는 일본 회사 트레저가 제작한 횡스크롤 플랫폼 게임이다. 닌텐도 64 기종으로 1997년 6월 27일 일본서 처음 출시됐다. 주인공 로봇 메이드 마리나 라이트이어를 조정해 자신의 교수를 구하고 침략당한 행성을 지키는 이야기이다. 일본에선 에닉스가 배급했으며, 서양 지역에선 닌텐도가 《미스치프 메이커즈》(Mischief Makers)라는 제목으로 발매했다.
폴리곤으로 구성된 배경에 2D 스프라이트로 이뤄진 2.5D 그래픽이 특징이며, 마리나의 잡기 능력으로 주변의 물체나 적과 상호작용하는 것이 주 게임플레이이다. 다섯 월드에 총 52개의 레벨이 있다. 《트러블 메이커즈》의 개발은 1995년 중반에 시작됐는데, 당시 발매 콘솔에 대한 지식이 부족한 상태에서 12명으로 구성된 제작진이 투입돼 난항을 겪으며 개발됐다.
발매 당시 《트러블 메이커즈》는 낮은 난이도와 짧은 게임플레이 시간을 지적받아 게임언론으로부터 복합적인 평가를 받았다. 그러나 시간이 지난후 닌텐도 64를 대표하는 숨겨진 명작으로 자주 언급됐다.

## 평가
| 평가 |        |
| --- | ------ |
| 통합 점수 통합사 점수 메타크리틱 70/100 [ 2 ] 평론 점수 평론사 점수 올게임 EGM 8/10 [ 3 ] 패미츠 32/40 [ 4 ] 게임 인포머 7/10 [ 5 ] 게임팬 95% [ 6 ] 게임스팟 6.7/10 [ 7 ] IGN 6.2/10 [ 8 ] 넥스트 제네레이션 [ 9 ] 닌텐도 라이프 닌텐도 파워 6.9/10 [ 10 ] |        |
| 통합 점수 |        |
| 통합사 | 점수   |
| 메타크리틱 | 70/100 |
| 평론 점수 |        |
| 평론사 | 점수   |
| 올게임 | 3.5/별 |
| EGM | 8/10   |
| 패미츠 | 32/40  |
| 게임 인포머 | 7/10   |
| 게임팬 | 95%    |
| 게임스팟 | 6.7/10 |
| IGN | 6.2/10 |
| 넥스트 제네레이션 | [ 9 ]  |
| 닌텐도 라이프 | 8/별   |
| 닌텐도 파워 | 6.9/10 |